# Colin Stüssi
Colin Chris Stüssi (Glarus, 4 juni 1993) is een Zwitsers wielrenner die anno 2023 rijdt voor Team Vorarlberg.

## Carrière
In 2013 werd Stüssi achter Simon Pellaud tweede op het nationaal kampioenschap op de weg voor beloften. In 2015 werd hij derde in het eindklassement en eerste in het jongerenklassement van de Ronde van Friuli-Venezia Giulia. Eerder die ronde werd hij achter Christophe Prémont tweede in de eerste etappe.
Omdat zijn ploeg in 2016 een stap hogerop deed werd Stüssi dat jaar prof. In juni werd hij zesde op het nationale kampioenschap op de weg, in een groep die 44 seconden na winnaar Jonathan Fumeaux over de finish kwam. Drie maanden later werd hij dertiende in de tweedaagse Ronde van Toscane, waarmee hij de beste jongere was en zo het jongerenklassement op zijn naam schreef.
In 2017, na slechts één jaar op pro-continentaal niveau te hebben gereden, deed zijn ploeg een stap terug naar het continentale niveau. In maart won hij de eerste etappe van de Ronde van Rhodos, die dat jaar voor het eerst sinds 2003 weer op de UCI-kalender stond. De leiderstrui die hij daaraan overhield wist hij in de overige twee etappes met succes te verdedigen, waardoor hij zich bij onder meer Fabian Cancellara en Bram Schmitz op de lijst van eindwinnaars voegde. Later dat jaar werd hij onder meer tweede in het eindklassement van de Sibiu Cycling Tour en vierde in dat van de Ronde van Almaty.
In 2018 maakte Stüssi de overstap naar Amore & Vita-Prodir. Een seizoen later tekende hij bij de Oostenrijkse ploeg Team Vorarlberg Santic.

## Overwinningen
2015
Jongerenklassement Ronde van Friuli-Venezia Giulia
2016
Jongerenklassement Ronde van Toscane
2017
1e etappe Ronde van Rhodos
Eindklassement Ronde van Rhodos
2019
Bergklassement Ronde van Rhodos
2e etappe Ronde van Savoie-Mont Blanc
2023
7e etappe Ronde van Portugal
Eindklassement Ronde van Portugal
2024
1e etappe Ronde van Portugal

## Ploegen
- 2015 –  Roth-Škoda
- 2016 –  Team Roth
- 2017 –  Roth-Akros
- 2018 –  Amore & Vita-Prodir
- 2019 –  Team Vorarlberg Santic
- 2020 –  Team Vorarlberg Santic
- 2021 –  Team Vorarlberg
- 2022 –  Team Vorarlberg
- 2023 –  Team Vorarlberg
- 2024 –  Team Vorarlberg

Baillifard · Baldo · Belda · Brüngger · Bussard · Cecchin · D'Urbano · Gaday · Janorschke · Jaun · Kohler · Krizek · Marguet · Page · Pasche · Pasqualon · Pires · Stüssi · Thalmann · Toffali · Tomio · Vaccher · Zampilli · Zordan
Baillifard · Fumeaux · Jaun · Lang · Lüscher · Reutimann · Stüssi · Thalmann · Wendelspiess · Rappo (stagiair)
Banushi · Bernardinetti · Bogdanovičs · Ficara · Freuler · Gabburo · Grembi · Nika · Stüssi · Al. Sufa · Ar. Sufa · Trosino · Yustre · Zullo